# 馬姆斯伯里
莫斯伯里（Malmesbury，/ˈmɑːlmzbri/，/ˈmɑːmzbri/）是位於英格蘭威爾特郡的一座城鎮和民政教區。這裡的地標是馬姆斯伯里修道院。當地有兩座小學。
當地最大公司為戴森(Dyson)。1993年戴森在此建廠，第一代吸塵器在此生產，英國女王伊莉莎白二世曾經來訪。英國脫歐後戴森總部遷到新加坡，但馬姆斯伯里園區仍然是戴森在英國的研發中心，有數千位員工在此工作。

## 友好城市
- 法國 日安